# Mord an Brianna Ghey

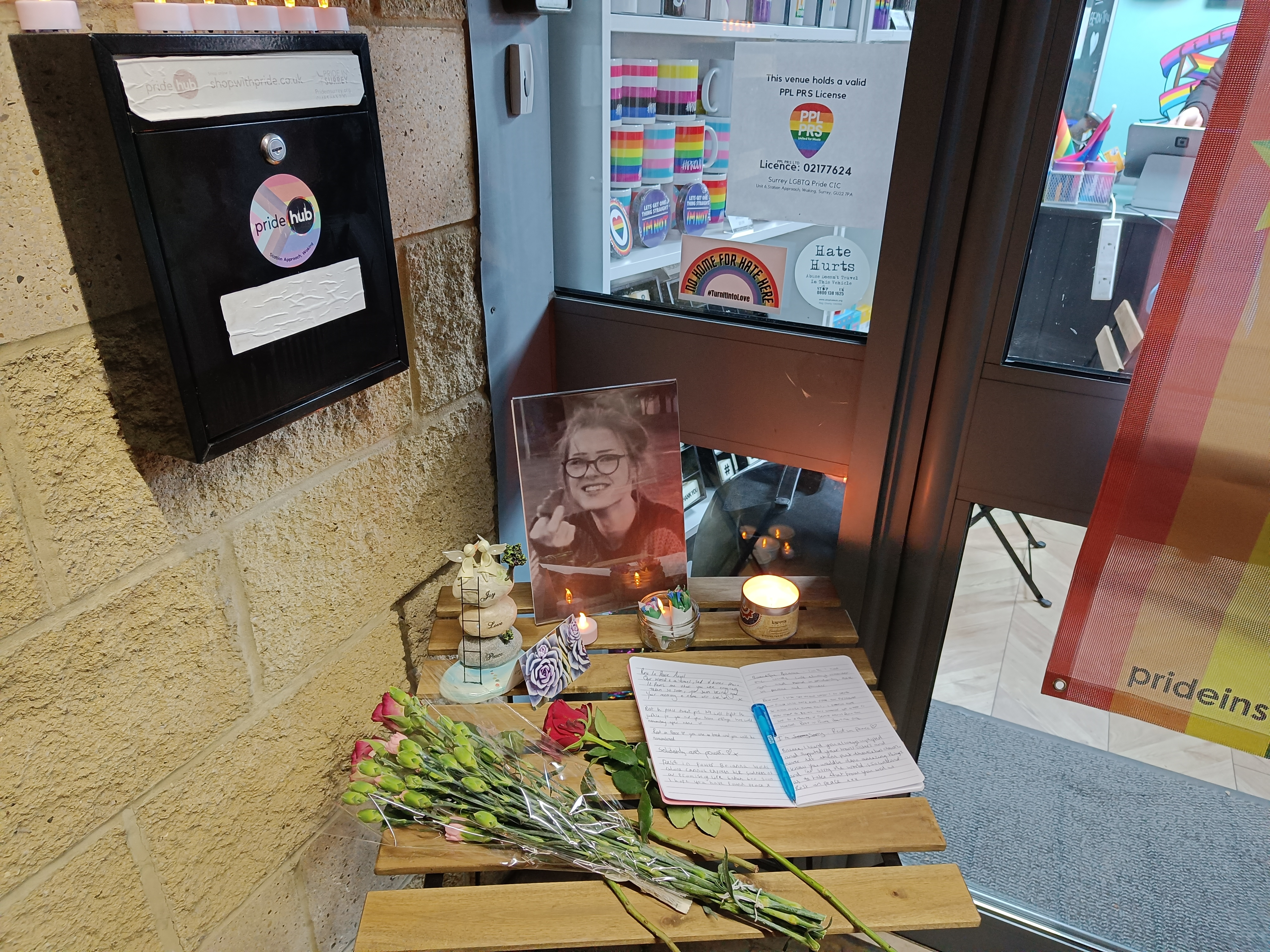
Mahnwache für Brianna Ghey in Woking am 15. Februar 2023

Der Mord an Brianna Ghey am 11. Februar 2023 in Culcheth and Glazebury war ein von zwei jugendlichen Tätern im britischen Warrington begangenes Verbrechen gegen ein Transmädchen. Der Fall löste in Großbritannien eine Diskussion über transfeindliche Gewalt und die Rolle von Medienberichterstattung in Bezug auf diese aus und wurde mehrfach in Dokumentationen aufgegriffen.

## Tat
Brianna Ghey, ein 16-jähriges britisches transgender Mädchen wurde von den damals 15-jährigen Scarlett Jenkinson und Eddie Ratcliffe ermordet. Jenkinson war zuvor gemeinsam mit Ratcliffe auf die Culcheth High School in Warrington gegangen. Am 27. September gab sie einer 13-jährigen Mitschülerin cannabishaltige Süßigkeiten. Jenkinson wurde für fünf Tage vom Unterricht ausgesetzt und musste dann, als Alternative zu einem kompletten Ausschluss aus dem Schulsystem, die Schule wechseln.
An ihrer neuen Schule, der Birchwood Community High in Warrington, lernte Jenkinson Brianna Ghey im dortigen Inklusionsprogramm, das Ghey wegen ihrer Neurodiversität besuchte, kennen. Brianna Ghey und Scarlett Jenkinson hatten auch außerhalb der Schulzeit Kontakt, Ghey sah Jenkinson als Freundin an. In Chatnachrichten mit dem anderen Täter, Eddie Ratcliffe, gab Jenkinson an, von Ghey "besessen" (org. "obsessed") gewesen zu sein. Wie aus Mitteilungen zwischen Jenkinson und ihrem Mittäter hervorging, hatte sie bereits zuvor versucht, Brianna Ghey mit Ibuprofen zu vergiften.
Ratcliffe, der mit Jenkinson lange befreundet war, traf Brianna Ghey am Tattag erstmals. Die Täter hatten sich schon seit längerer Zeit intensiv via WhatsApp über die Ermordung eines anderen Jugendlichen ausgetauscht und mehrere Jugendliche als Opfer ins Auge gefasst. Nachdem es der Gruppe nicht gelungen war, einen anderen Jungen in den Park zu locken, fiel die Wahl auf Brianna Ghey. Ratcliffe kommentiere diese Entscheidung mit den Worten „Ja, das wird einfacher sein und ich will sehen, ob es wie ein Mann oder ein Mädchen schreit“, was sein transfeindliches Motiv unterstreicht.
Jenkinson lockte Ghey unter dem Vorwand, dort gemeinsam Drogen zu konsumieren, in den Culcheth Linear Park, der in Culcheth and Glazebury, im Nordosten Warringtons in der Region gelegen ist. Ghey wurde dort tödlich durch ein Jagdmesser mit 28 Messerstichen in Kopf, Hals, Brust und Rücken verletzt.
Nach der Tat wurden zunächst in Liverpool und in Bristol Trauerveranstaltungen abgehalten, gefolgt von weiteren Trauerveranstaltungen in folgenden Tagen in ganz England. Einige, etwa in London, Manchester und in Brighton wurden von Gruppen organisiert, die sich für LGBT-Rechte und Rechte von trans Personen einsetzen. In Deutschland rief die Queere Jugend Berlin für den 2. Februar 2024 zu einer Demonstration im Gedenken an Brianna Ghey auf, dem sich unter anderem die "Zora Leipzig" anschloss.
Jeremy Corbyn, ehemals Vorsitzender der britischen Labour Party, äußerte sich auf der Social-Media-Plattform Twitter (heute X) zu Brianna Ghey. Er würdigte sie „als eine bemerkenswerte junge Frau, die ihren Mitmenschen Freude, Zuneigung und Heiterkeit vermittelte.“ Zudem drückte er sein Mitgefühl für die Angehörigen Gheys sowie für die transgeschlechtliche Gemeinschaft aus, welche sich für Sicherheit, Würde und Rechte einsetzen.
2025 veröffentlichte Esther Ghey das Buch Under a Pink Sky über ihre Tochter im Verlag Penguin Books.

## Strafverfahren
Gheys Leichnam wurde kurz nach 15:00 Uhr des Tattages durch ein Paar entdeckt, das im Linear Park seinen Hund spazieren führte und umgehend die Polizei informierte. Zwar wurden die Täter nicht im Park, wohl aber auf ihrem Heimweg vom Park von Überwachungskameras gefilmt. Nachdem Jenkinsons Mutter die Polizei informiert hatte, dass ihre Tochter Ghey getroffen hatte, kam es am folgenden Tag zu Festnahmen. In Jenkinsons Zimmer wurde die blutbefleckte Tatwaffe gefunden und an ihrer Kleidung konnten Blutflecken des Opfers nachgewiesen werden. Außerdem wurde eine handgeschriebene Liste mit potenziellen Opfern - vier Jungen und Ghey - gefunden. Textnachrichten zwischen den Tätern wurden sichergestellt. In den folgenden Vernehmungen verwickelten sich Jenkinson und Ratcliffe zunächst in Widersprüche und beschuldigten sich dann gegenseitig. Die Täter, beide zum Zeitpunkt der Tat erst 15 Jahre alt, wurden noch am selben Tag des Mordes angeklagt. Der Täter war mit Autismus diagnostiziert worden, die Täterin zeigte Anzeichen von Autismus und einer Aufmerksamkeitsdefizit-/Hyperaktivitätsstörung.
Der Prozess gegen Jenkinson und Ratcliffe begann im November 2023 in Manchester im Manchester Crown Court. Sie wurden am 20. Dezember 2023 nach einer vierwöchigen Verhandlung von den Geschworenen für schuldig befunden und am 2. Februar 2024 jeweils zu lebenslangen Haftstrafen verurteilt. Jenkinson wurde zu einer Minimalhaftstrafe von 22 Jahren und Ratcliffe zu einer Minimalhaftstrafe von 20 Jahren verurteilt, bevor sie zum Antrag auf Bewährung berechtigt sind. Die Richterin hob hervor, dass die brutale Tat hauptsächlich sadistisch motiviert war und dass Transphobie ein sekundäres Motiv für Ratcliffe war. Zugleich hob die Richterin das bei minderjährigen Angeklagten in Großbritannien bestehende Verbot auf, die Namen der Beschuldigten in der Presse zu nennen. Sie begründete dies mit einem überwiegenden Interesse der Öffentlichkeit an der Verurteilung.
Eine von Ratcliffe gegen die Strafhöhe eingelegte Berufung blieb erfolglos.

## Dokumentationen
- 2025: Brianna: A Mother's Story, ITV, 75 Minuten[31]
- 2024: Crimes That Shook Britain, Staffel 9, 2024, Brianna Ghey[8]
- 2024: A Plan to Kill - The Murder of Brianna Ghey, BBC, Podcast, 37 Minuten[6]